# Каналы утечки информации
Каналы утечки информации — методы и пути утечки информации из информационной системы; паразитная (нежелательная) цепочка носителей информации, один или несколько из которых являются (могут быть) правонарушителем или его специальной аппаратурой.
Играют основную роль в защите информации, как фактор информационной безопасности.

## Классификация
Все каналы утечки данных можно разделить на косвенные и прямые. Косвенные каналы не требуют непосредственного доступа к техническим средствам информационной системы. Прямые соответственно требуют доступа к аппаратному обеспечению и данным информационной системы.
Примеры косвенных каналов утечки:
- Кража или утеря носителей информации, исследование не уничтоженного мусора;
- Дистанционное фотографирование, прослушивание;
- Перехват электромагнитных излучений.

Примеры прямых каналов утечки:
- Инсайдеры (человеческий фактор). Утечка информации вследствие несоблюдения коммерческой тайны;
- Прямое копирование.

Каналы утечки информации можно также разделить по физическим свойствам и принципам функционирования:
- акустические — запись звука, подслушивание и прослушивание;
- акустоэлектрические — получение информации через звуковые волны с дальнейшей передачей её через сети электропитания;
- виброакустические — сигналы, возникающие посредством преобразования информативного акустического сигнала при воздействии его на строительные конструкции и инженерно-технические коммуникации защищаемых помещений;
- оптические — визуальные методы, фотографирование, видеосъёмка, наблюдение;
- электромагнитные — копирование полей путём снятия индуктивных наводок;
- радиоизлучения или электрические сигналы от внедрённых в технические средства и защищаемые помещения специальных электронных устройств съёма речевой информации «закладных устройств», модулированные информативным сигналом;
- материальные — информация на бумаге или других физических носителях информации

В зависимости от вида каналов связи технические каналы перехвата информации можно разделить
- Перехват информации, передаваемой по каналам радио-, радиорелейной связи
  - Электромагнитный. Модулированные информационным сигналом высокочастотные электромагнитные излучения передатчиков средств связи могут перехватываться портативными средствами радиоразведки и при необходимости передаваться в центр обработки для их раскодирования. Такой канал перехвата информации широко используется для прослушивания телефонных разговоров.
- Съем информации, передаваемой по кабельным линиям связи Канал перехвата информации, передаваемой по кабельным линиям связи, предполагает контактное подключение аппаратуры разведки к кабельным линиям связи.
  - Электрический. Часто используется для перехвата телефонных разговоров. При этом перехватываемая информация может непосредственно записываться на диктофон или передаваться по радиоканалу в пункт приёма для её записи и анализа. Устройства, подключаемые к телефонным линиям связи и комплексированные с устройствами передачи информации по радиоканалу, часто называют телефонными закладками.
  - Индукционный — канал перехвата информации, не требующий контактного подключения к каналам связи. При прохождении по кабелю информационных электрических сигналов вокруг кабеля образуется электромагнитное поле. Эти электрические сигналы перехватываются специальными индукционными датчиками. Индукционные датчики используются в основном для съёма информации с симметричных высокочастотных кабелей. Сигналы с датчиков усиливаются, осуществляется частотное разделение каналов, и информация, передаваемая по отдельным каналам, записывается на магнитофон или высокочастотный сигнал записывается на специальный магнитофон.

Технические каналы утечки информации можно разделить на естественные и специально создаваемые.
Естественные каналы утечки информации возникают при обработке информации техническими средствами(электромагнитные каналы утечки информации) за счет побочных электромагнитных излучений, а также вследствие наводок информационных сигналов в линиях электропитания технического средства обработки информации, соединительных линиях вспомогательных технических средств и систем (ВТСС) и посторонних проводниках (электрические каналы утечки информации). К специально создаваемым каналам утечки информации относятся каналы, создаваемые путем внедрения в техническое средство обработки информации электронных устройств перехвата информации (закладных устройств) и путем высокочастотного облучения технического средства обработки информации.

## Технические каналы утечки информации

### Акустический канал
Акустическая информация — информация, носителем которой является акустический сигнал.
Акустический сигнал — возмущение упругой среды, проявляющееся в возникновении акустических колебаний различной формы и длительности.
Различают первичные и вторичные акустические сигналы. К первичным относятся: сигналы, создаваемые музыкальными инструментами, пением, речью; шумовые сигналы, создаваемые для сопровождения различных музыкальных и речевых художественных передач (шум поезда, треск кузнечика и т. п.). Ко вторичным акустическим сигналам относятся сигналы, воспроизводимые электроакустическими устройствами, то есть первичные сигналы, прошедшие по электроакустическим трактам связи и вещания и соответственно видоизменённые по своим параметрам.
В зависимости от формы акустических колебаний различают простые (тональные) и сложные сигналы. Тональный — это сигнал, вызываемый колебанием, совершающимся по синусоидальному закону. Сложный сигнал включает целый спектр гармонических составляющих.
Виды технических каналов утечки акустической информации:
| Виды технических каналов утечки акустической информации | |
| Воздушные                                               | Перехват сигналов микрофонами |
| Воздушные                                               | В воздушных технических каналах утечки информации средой распространения акустических сигналов является воздух, и для их перехвата используются миниатюрные высокочувствительные микрофоны и специальные направленные микрофоны. |
| Электроакустические                                     | Перехват колебаний через ВТСС(Вспомогательные технические средства и системы) |
| Электроакустические                                     | Электроакустические технические каналы утечки информации возникают за счет электроакустических преобразований акустических сигналов в электрические и включают перехват акустических колебаний через ВТСС(Вспомогательные технические средства и системы) |
| Вибрационные                                            | Перехват сигналов электронными стетоскопами |
| Вибрационные                                            | В вибрационных (структурных) технических каналах утечки информации средой распространения акустических сигналов являются конструкции зданий, сооружений (стены, потолки, полы), трубы водоснабжения, отопления, канализации и другие твердые тела. Для перехвата акустических колебаний в этом случае используются контактные микрофоны (стетоскопы). |
| Параметрические                                         | Перехват сигналов путём приёма и детектирования побочных ЭМИ (на частотах генератора высокой частоты(ВЧ)), ТСПИ(Технические средства приёма информации) и ВТСС (Вспомогательные технические средства и системы) |
| Параметрические                                         | В результате воздействия акустического поля меняется давление на все элементы высокочастотных генераторов ТСПИ и ВТСС. При этом изменяется (незначительно) взаимное расположение элементов схем, проводов в катушках индуктивности, дросселей и т. п., что может привести к изменениям параметров высокочастотного сигнала, например, к модуляции его информационным сигналом. Поэтому этот канал утечки информации называется параметрическим. Это обусловлено тем, что незначительное изменение взаимного расположения, например, проводов в катушках индуктивности (межвиткового расстояния) приводит к изменению их индуктивности, а, следовательно, к изменению частоты излучения генератора, то есть к частотной модуляции сигнала. Или воздействие акустического поля на конденсаторы приводит к изменению расстояния между пластинами и, следовательно, к изменению его ёмкости, что, в свою очередь, также приводит к частотной модуляции высокочастотного сигнала генератора. |
| Оптико-электронные (лазерный)                           | Перехват сигналов путём лазерного зондирования оконных стёкол |
| Оптико-электронные (лазерный)                           | Оптико-электронный (лазерный) канал утечки акустической информации образуется при облучении лазерным лучом вибрирующих в акустическом поле тонких отражающих поверхностей (стёкол окон, картин, зеркал и т. д.). Отражённое лазерное излучение (диффузное или зеркальное) модулируется по амплитуде и фазе (по закону вибрации поверхности) и принимается приёмником оптического (лазерного) излучения, при демодуляции которого выделяется речевая информация. Причём лазер и приёмник оптического излучения могут быть установлены в одном или разных местах. |

Акустический канал утечки информации реализуется в следующем:
- подслушивание разговоров на открытой местности и в помещениях, находясь рядом или используя направленные микрофоны (бывают параболические, трубчатые или плоские). Направленность 2-5 градусов, средняя дальность действия наиболее распространённых — трубчатых составляет около 100 метров. При хороших климатических условиях на открытой местности параболический направленный микрофон может работать на расстояние до 1 км;
- негласная запись разговоров на диктофон или магнитофон (в том числе цифровые диктофоны, активизирующиеся голосом);
- подслушивание разговоров с использованием выносных микрофонов (дальность действия радиомикрофонов 50-200 метров без ретрансляторов).

Микрофоны, используемые в радиозакладках, могут быть встроенными или выносными и имеют два типа: акустические (чувствительные в основном к действию звуковых колебаний воздуха и предназначенные для перехвата речевых сообщений) и вибрационные (преобразующие в электрические сигналы колебания, возникающие в разнообразных жёстких конструкциях).

### Акустоэлектрический канал
Акустоэлектрический канал утечки информации, особенностями которого являются:
- удобство применения (электросеть есть везде);
- отсутствие проблем с питанием у микрофона;
- возможность съёма информации с питающей сети не подключаясь к ней (используя электромагнитное излучение сети электропитания). Прием информации от таких «жучков» осуществляется специальными приёмниками, подключаемыми к силовой сети в радиусе до 300 метров от «жучка» по длине проводки или до силового трансформатора, обслуживающего здание или комплекс зданий;
- возможные помехи на бытовых приборах при использовании электросети для передачи информации, а также плохое качество передаваемого сигнала при большом количестве работы бытовых приборов.

Предотвращение:
- трансформаторная развязка является препятствием для дальнейшей передачи информации по сети электропитания;

### Виброакустический канал (телефонный)
Телефонный канал утечки информации для подслушивания телефонных переговоров (в рамках промышленного шпионажа) возможен:
- гальванический съем телефонных переговоров (путём контактного подключения подслушивающих устройств в любом месте абонентской телефонной сети). Определяется путём ухудшения слышимости и появления помех, а также с помощью специальной аппаратуры;
- телефонно-локационный способ (путём высокочастотного навязывания). По телефонной линии подаётся высокочастотный тональный сигнал, который воздействует на нелинейные элементы телефонного аппарата (диоды, транзисторы, микросхемы) на которые также воздействует акустический сигнал. В результате в телефонной линии формируется высокочастотный модулированный сигнал. Обнаружить подслушивание возможно по наличию высокочастотного сигнала в телефонной линии. Однако дальность действия такой системы из-за затухания ВЧ сигнала в двухпроводной линии не превышает ста метров. Возможное противодействие: подавление в телефонной линии высокочастотного сигнала;
- индуктивный и ёмкостной способ негласного съёма телефонных переговоров (бесконтактное подключение).

Индуктивный способ — за счёт электромагнитной индукции, возникающей в процессе телефонных переговоров вдоль провода телефонной линии. В качестве приёмного устройства съёма информации используется трансформатор, первичная обмотка которого охватывает один или два провода телефонной линии.
Ёмкостной способ — за счёт формирования на обкладках конденсатора электростатического поля, изменяющегося в соответствии с изменением уровня телефонных переговоров. В качестве приёмника съёма телефонных переговоров используется ёмкостной датчик, выполненный в виде двух пластин, плотно прилегающих к проводам телефонной линии.
Подслушивание разговоров в помещении с использованием телефонных аппаратов возможно следующими способами:
- низкочастотный и высокочастотный способ съёма акустических сигналов и телефонных переговоров. Данный способ основан на подключении к телефонной линии подслушивающих устройств, которые преобразованные микрофоном звуковые сигналы передают по телефонной линии на высокой или низкой частоте. Позволяют прослушивать разговор как при поднятой, так и при опущенной телефонной трубке. Защита осуществляется путём отсекания в телефонной линии высокочастотной и низкочастотной составляющей;
- использование телефонных дистанционных подслушивающих устройств. Данный способ основывается на установке дистанционного подслушивающего устройства в элементы абонентской телефонной сети путём параллельного подключения его к телефонной линии и дистанционным включением. Дистанционное телефонное подслушивающее устройство имеет два деконспирирующих свойства: в момент подслушивания телефонный аппарат абонента отключён от телефонной линии, а также при положенной телефонной трубке и включённом подслушивающем устройстве напряжение питания телефонной линии составляет менее 20 Вольт, в то время как она должна составлять 60.

### Оптический канал
В оптическом канале получение информации возможно путём:
- визуального наблюдения,
- фото-видеосъёмки,
- использования видимого и инфракрасного диапазонов для передачи информации от скрыто установленных микрофонов и других датчиков.

В качестве среды распространения в оптическом канале утечки информации выступают:
- безвоздушное пространство;
- атмосфера;
- оптические световоды.

Безвоздушное пространство, являющееся средой распространения утечки информации, возникает при наблюдении за наземными объектами с космических аппаратов.
К свойствам среды распространения, влияющих на длину канала утечки, относятся:
- характеристики прозрачности среды распространения;
- спектральные характеристики света.

Типовые варианты оптических каналов утечки информации приведены в таблице.
| Объект наблюдения   | Среда распространения | Оптический приёмник      |
| ------------------- | --------------------- | ------------------------ |
| Человек в помещении | Воздух                | Глаза человека+бинокль   |
| Во дворе, на улице  | Воздух+стекло         | Фото, кино, телев. ап-ра |

## Технические средства промышленного шпионажа
- средства акустического контроля;
- аппаратура для съёма информации с окон;
- специальная звукозаписывающая аппаратура;
- микрофоны различного назначения и исполнения;
- электросетевые подслушивающие устройства;
- приборы для съёма информации с телефонной линии связи и сотовых телефонов;
- специальные системы наблюдения и передачи видеоизображений;
- специальные фотоаппараты;
- приборы наблюдения в дневное время и приборы ночного видения;
- специальные средства радиоперехвата и приёма ПЭМИН, и другие.

Технические средства съёма информации могут быть внедрены «противником» следующими способами:
- установка средств съёма информации в ограждающие конструкции помещений во время строительных, ремонтных и реконструкционных работ;
- установка средств съёма информации в предметы мебели, другие предметы интерьера и обихода, различные технические средства как общего назначения, так и предназначенные для обработки информации;
- установка средств съёма информации в предметы обихода, которые вручаются в качестве подарков, а впоследствии могут использоваться для оформления интерьера служебных помещений;
- установка средств съёма информации в ходе профилактики инженерных сетей и систем. При этом в качестве исполнителя могут быть использованы даже сотрудники ремонтных служб.

## Способы защиты информации

### Правовые
Защита информации от утечки по техническим каналам осуществляется на основе конституций и законов, а также защита обеспечивается наличием авторских свидетельств, патентов, товарных знаков.
В России существует стандарт, который устанавливает классификацию и перечень факторов, воздействующих на защищаемую информацию, в интересах обоснования требований защиты информации на объекте информатизации. Настоящий стандарт распространяется на требования по организации защиты информации при создании и эксплуатации объектов информатизации, используемых в различных областях деятельности (обороны, экономики, науки и других областях).
Требование соблюдения законов Российской Федерации, в частности «Об информации, информационных технологиях и о защите информации», «О государственной тайне», «О коммерческой тайне» и других законодательных актов Российской Федерации:
«Положения о государственной системе защиты информации в Российской Федерации от иностранных технических разведок и от ее утечки по техническим каналам», утверждённого Постановлением Правительства РФ от 15.09.93 № 912-51, «Положения о лицензировании деятельности предприятий, организаций и организаций по проведению работ, связанных с использованием сведений, составляющих государственную тайну, созданием средств защиты информации, а также с осуществлением мероприятий и (или) оказанием услуг по защите государственной тайны», утвержденного Постановлением Правительства РФ от 15 апреля 1995 г. № 333, «Положения о государственном лицензировании деятельности в области защиты информации», утвержденного Постановлением Правительства РФ от 27 апреля 1994 г. № 10, «Положения о лицензировании деятельности по разработке и (или) производству средств защиты конфиденциальной информации», утверждённого Постановлением Правительства РФ от 27 мая 2002 г. № 348, с изменениями и дополнениями от 3 октября 2002 г. № 731, «Положения о сертификации средств защиты информации», утверждённого Постановлением Правительства РФ от 26 июня 1995 г. № 608, Постановлений Правительства Российской Федерации «О лицензировании деятельности по технической защите конфиденциальной информации» (от 30 апреля 2002 г. № 290, с изменениями и дополнениями от 23 сентября 2002 г. № 689 и от 6 февраля 2003 г. № 64), «О лицензировании отдельных видов деятельности» (от 11 февраля 2002 г. № 135), а также «Положения по аттестации объектов информатизации по требованиям безопасности информации», утвержденного Председателем Гостехкомиссии России 25 ноября 1994 г., и других нормативных документов.

### Организационные
Обеспечивается совокупностью положений о Службе безопасности и планами работы этой службы. Планы мероприятий службы безопасности охватывают широкий круг вопросов, в частности:
а) на ранней стадии при проектировании помещений и строительстве Служба безопасности рассматривает следующие вопросы: выделение помещений для совещаний и переговоров (в таком помещении делается специальные перекрытия и каналы воздушной вентиляции, отдельные комнаты экранируют и так далее); удобство контроля помещений, людей, транспорта; создание производственных зон по типу конфиденциальности работ с самостоятельным дополнительным допуском;
б) служба безопасности участвует в подборе персонала с проверкой их качеств на
основании личных бесед (изучение трудовой книжки, получения информации с
других мест работы; затем принимаемый на работу ознакомляется с правилами работы с конфиденциальной информацией и порядком ответственности);
в) служба безопасности готовит положения и осуществляет: организацию пропускного режима; организацию охраны помещений и территорий; организацию хранения и использования документов, порядок учёта, хранения, уничтожения документов, плановые проверки.

### Инженерно-технические
Защита включает в себя: аппаратные средства защиты; программные средства защиты — это использование специальных программ в системах, средствах и сетях обработки данных; математические способы защиты — применение математических и криптографических методов в целях защиты конфиденциальной информации (без знания ключа невозможно узнать и дешифровать украденную информацию).